# جوینان
روستای زیبای جوینان از توابع بخش قمصر شهرستان کاشان در ضلع جنوب قمصر، در دامنه رشته کوه‌های کرکس واقع شده است. جوینان از جمله روستاهای قدیمی منطقه کاشان است که در همسایگی روستای قهرود قراردارد. طی چند دهه اخیر بناهای قدیمی این روستا تخریب و به جای آن‌ها ساختمان‌های جدیدی احداث شده و بافت قدیمی روستا دگرگون شده است. محلات بالا، پایین، آله، ورخود، لبدل، دارمند و … روستای جوینان را تشکیل می‌دهند که متأسفانه از نظر معماری هویت آن‌ها دگرگون شده است. مردم روستای جوینان به زبان محلی سخن می‌گویند، مسلمان و پیرو مذهب شیعه جعفری هستند.

## الگوی معیشت و سکونت
براساس نتایج سرشماری سال ۱۳۹۵ جمعیت روستای جوینان ۴۰۶ نفر می‌باشد. مشاغل عمده مردم این روستا باغداری و کشاورزی است و برخی نیز به فعالیت‌های خدماتی می‌پردازند. آلوچه (گوجه سبز) عمده‌ترین محصول باغی و گردو، بادام، سیب، زردآلو، گیلاس، آلبالو و … از محصولات سردرختی این روستاست. گل محمدی نیز یکی از محصولات اصلی کشاورزی این روستا می‌باشد که در کنار آن کار گلاب‌گیری و تولید عرقیات گیاهی نیز انجام می‌شود.
روستای جوینان در یک محدوده کوهستانی استقرار یافته و بافت مسکونی متمرکزی دارد. این روستا امروزه بر اثر تخریب و نوسازی ساختمان‌ها، هویت پیشین خود را از دست داده است. مصالح خانه‌های قدیمی عمدتاً شامل سنگ، خشت، گل و چوب است. دیوار خانه‌های قدیمی ضخیم و سقف آن‌ها با تیرهای چوبی، سرشاخه‌های درختان و اندود کاهگل پوشیده شده است.
در بازسازی برخی خانه‌های قدیمی از سقف‌های شیروانی یا روش ایزوگام استفاده شده است. ساختمان‌های جدید دو یا چند طبقه ساخته شده‌اند. علی‌رغم تغییرات فضای کالبدی، باغچه‌های سرسبز و پر گل فضایی سرشار از سرزندگی و نشاط پدید آورده‌اند.
این روستا دارای آب بهداشتی، برق، گاز و تلفن می‌باشد.

## صنعت گردشگری
صنعت گردشگری در جوینان و رونق آن، نیازمند مدیریتی مؤثر و اراده ای قوی است. گردشگری این منطقه و پیشرفت جوینان در تمامی ابعاد، نیازمند چشم‌انداز کوتاه مدت، میان مدت و بلند مدت می‌باشد.
روستای جوینان از پتانسیل بالای گردشگری و ایرانگردی در سطح استان اصفهان برخوردار است که کمترین نقطه ای از این استان پهناور و حتی کشور وجود دارد که در یک منطقه، تمام جاذبه‌های طبیعی، تاریخی، مذهبی، گیاه‌شناسی، گونه‌های جانوری، رصد ستارگان، آداب و رسوم اصیل ایرانی و… را یکجا داشته باشد و روستای جوینان این پتانسیل را به خود اختصاص داده است.
جوینان نقاط گردشگری مختلفی را در خود دارد و همچنین یکی از بهترین نقطه آب و هوایی منطقه نیز محسوب می‌شود از طرفی دیگر، بسیاری از گردشگران، مسیر سفر خود را این منطقه انتخاب کرده و به نوعی جوینان با سفر گردشگران گره خورده است و این یکی دیگر از امتیازات این منطقه است.
منطقه جوینان پتانسیل گردشگری (تاریخی، فرهنگی، مذهبی، علمی، پدیده‌های طبیعی در فصول مختلف و…) را به صورت بالقوه دارد و این یکی دیگر از امتیازات این روستای کهن است.
تنوع گونه‌های جانوری و گیاهی در این منطقه می‌تواند نقش به سزایی در گردشگری علمی داشته باشد.
رصد ستاره‌ها و کهکشان‌ها در آسمان روستا یکی دیگر از امتیازات این منطقه است و زمانی یکی از گزینه‌ها جهت احداث رصدخانهٔ مطالعاتی بوده است و هم اینک نیز گروه‌های مختلف علاقه‌مند به ستاره‌شناسی، جهت بهره‌برداری از آسمان این منطقه به این روستا سفر می‌کنند.
از جمله جاذبه‌های طبیعی این روستا، وجود چشمه‌های آب معدنی در اطراف آن و باغ‌های میوه ای است که چشم‌اندازی زیبا را در ارتفاعات این روستا ایجاد کرده است.
علاوه بر آب و هوای بسیار دل‌انگیز، وجود رایحهٔ گل‌ها از گلستان‌های زیبا در بطن روستا، در اوایل خرداد و پوشش گیاهان غنی، زیبایی این روستای کهن را صد چندان کرده است.
از برجسته‌ترین جاذبه‌های تاریخی مذهبی این روستا، می‌توان به مساجد آن اشاره کرد که قدمتی طولانی دارند و همین‌طور زیارتگاه امامزاده حسین (علیه‌السلام) که از جمله کانون‌های جذب زائر می‌باشد.
گرچه این روستا در زمستان خالی از سکنه است ولی در فصل گرما یکی از مهم‌ترین ییلاقات شهر کاشان بشمار می‌رود که به دلیل داشتن کوهستان‌ها و ارتفاعات زیبا و خنک، می‌تواند گردشگران و کوهنوردان را به خود جلب کند.

## جاذبه‌های گردشگری
روستای کوهستانی جوینان با چشم‌اندازهای جذاب، ارتفاعات و کوه‌ها، باغات سرسبز و مسیرهای زیبای کوچه باغ‌ها یکی از زیباترین و جذاب‌ترین روستاهای استان اصفهان به‌شمار می‌آید. این روستای زیبا با مناظر دلفریب و جلوه‌های کم‌نظیر به ویژه در بهار و تابستان هزاران گردشگر شهری را به سوی خود جلب می‌کند.
آستان مقدس امامزاده حسین (ع) از نوادگان امام موسی کاظم (ع) و عدنان (ع) فرزند جعفر ابن ابی طالب (ع)، در ضلع غربی روستا قرار دارد.
در فصول بهار و تابستان زائرین بسیاری به این بقعه مبارکه مشرف می‌شوند. این بقعه با توجه به وجود باغات پیرامون آن علاوه بر فضای معنوی و زیارتی از محیط گردشگری نیز برخوردار است.
مسجد جامع روستا مربوط به دوره سلجوقیان و سد شیخ بهایی مربوط به دوره صفویان از دیگر آثار تاریخی روستا می‌باشد که در فهرست آثار ملی به ثبت رسیده‌اند.
اگر چه امروزه جوانان این روستا نیز همانند سایر نقاط کشور به بازی‌های جمعی رایج و به ویژه بازی فوتبال و والیبال علاقه‌مندند اما بازی سنتی چفته بازی هنوز هم در میان جوانان این روستا رواج دارد که در ایام عید نوروز انجام می‌گیرد.

## راه‌های دسترسی به روستا
مسیر اول: کاشان - جاده قمصر - دوراهی قمصر (سمت چپ) - روستای جوینان
مسیر دوم: اصفهان - میمه - جوشقان قالی و کامو - روستای قهرود - روستای جوینان